# Mindenerwald
Der Mindenerwald (auch Mindener Wald) ist ein Waldgebiet im Kreis Minden-Lübbecke. Es befindet sich auf dem Gebiet der Stadt Petershagen sowie der Gemeinde Hille und reicht zum Teil auch ins nördlich angrenzende Niedersachsen. Der Wald ist rund 800 Hektar groß und ist in Teilen unter Naturschutz gestellt. Das Naturschutzgebiet liegt in Petershagen, ist rund 515 Hektar groß und wird unter der Bezeichnung MI-063 geführt. Es ist zudem FFH-Gebiet (FFH-Gebietsnummer 3618-302, Größe ca. 519 ha).

## Lage
Das Schutzgebiet befindet sich nordwestlich des Ortsteiles Friedewalde der Stadt Petershagen. Im Süden wird es begrenzt von der Landesstraße 770 und im Norden von der Landesgrenze zu Niedersachsen. Im Osten bildet der Waldesrand die Grenze und im Westen die Abfallbeseitigungsanlage Pohlsche Heide. Das Gebiet wird von den Landesstraßen 764 und 803 durchzogen. Das Mindener Wald  bildet zusammen mit den Espelkamper Wäldern (Kleihügel, Gabelhorst), dem Lever Wald, dem Osterwald, der Pohlschen Heide, dem Heisterholz einen zwar nicht komplett geschlossenen, doch signifikanten Waldgürtel, der das nördliche Minden-Lübbecker Land im Zuge der Landstraße L770 auf einer Länge von 31 Kilometern durchzieht und im Schaumburger Wald seine Fortsetzung findet.

## Bedeutung
Durch die Unterschutzstellung sollen innerhalb des großflächigen Waldkomplexes die alten Eichenwälder auf Sandböden und die Stieleichen-Hainbuchenwälder als Lebensraum für speziell an diese Standortverhältnisse angepasste Tiere und Pflanzen in ihrem Bestand gesichert werden. Besonders zu schützen sind unter anderen Eschen-Erlenwälder, Quellbereiche, Röhrichte und Seggenriede. Das Gebiet ist ein wichtiges Jagdhabitat für Fledermäuse. Zudem gibt es in den Altholzbeständen ein hohes Quartierpotential für Baumhöhlen bewohnende Fledermäuse. Insgesamt wurden mindestens neun Fledermausarten nachgewiesen. Besonders hervorzuheben sind die Bechsteinfledermaus, das Große Mausohr, die Wasserfledermaus, die Fransenfledermaus und der Große Abendsegler. 
Für Mittelspecht, Schwarzspecht und Rotmilan bieten die alten Laubwaldbestände einen sehr guten Lebensraum. Naturnahe Quellbereiche und Sümpfe bieten Refugien für zahlreiche Pflanzen und Tiere, so z. B. einer hohen Zahl von Tagfaltern.
Das NSG Mindenerwald ist im Landesentwicklungsplan NRW und im Gebietsentwicklungsplan als Gebiet von landesweiter Bedeutung innerhalb des Biotopverbundes dargestellt.
Am Westrand des Mindener Waldes liegt der Badesee Mindenerwald.